# FK Rabotnicski
Az FK Rabotnicski (macedónul: Фудбалски Клуб Работнички, magyar átírásban: Fudbalszki Klub Rabotnicski Szkopje) egy macedón labdarúgócsapat, székhelye Szkopjében található.
A közelmúlt legsikeresebb macedón csapata, eddig 3 alkalommal nyerte meg a macedón labdarúgó-bajnokságot, illetve 2 alkalommal hódította el a macedón kupát.

## Korábbi elnevezései
- 1937–2001: Rabotnicski
- 2001–2008: Kometal Szkopje vagy Rabotnicski Kometal

2008 óta újra jelenlegi nevén szerepel.

## Sikerei

### Nemzeti
- Macedón bajnok:

3 alkalommal (2005, 2006, 2008)
- Macedónkupa-győztes:

2 alkalommal (2008, 2009)

## Eredményei

### Európaikupa-szereplés

#### Összesítve
| Kupa            | J  | GY | D | V  | LG–KG |
| --------------- | -- | -- | - | -- | ----- |
| Bajnokok Ligája | 12 | 3  | 5 | 4  | 14–11 |
| Európa-liga     | 8  | 4  | 2 | 2  | 20–10 |
| UEFA-kupa       | 10 | 3  | 2 | 5  | 9–16  |
| Összesítve      | 26 | 7  | 8 | 11 | 31–37 |

#### Szezonális bontásban
| Idény     | Kupa            | Forduló         | Klub               | 1. mérk. | 2. mérk. |
| --------- | --------------- | --------------- | ------------------ | -------- | -------- |
| 2000–2001 | UEFA-kupa       | Selejtező       | Vorszkla Poltava   | 0–2      | 0–2      |
| 2005–2006 | Bajnokok Ligája | 1. selejtezőkör | Skonto             | 6–0      | 0–1      |
| 2005–2006 | Bajnokok Ligája | 2. selejtezőkör | Lokomotyiv Moszkva | 1–1      | 0–2      |
| 2006–2007 | Bajnokok Ligája | 1. selejtezőkör | F91 Dudelange      | 1–0      | 0–0      |
| 2006–2007 | Bajnokok Ligája | 2. selejtezőkör | Debreceni VSC      | 1–1      | 4–1      |
| 2006–2007 | Bajnokok Ligája | 3. selejtezőkör | Lille OSC          | 0–3      | 0–1      |
| 2006–2007 | UEFA-kupa       | 1. forduló      | FC Basel           | 2–6      | 0–1      |
| 2007–2008 | UEFA-kupa       | 1. selejtezőkör | ND Gorica          | 2–1      | 2–1      |
| 2007–2008 | UEFA-kupa       | 2. selejtezőkör | Zrinjski Mostar    | 0–0      | 2–1      |
| 2007–2008 | UEFA-kupa       | 1. forduló      | Bolton Wanderers   | 1–1      | 0–1      |
| 2008–2009 | Bajnokok Ligája | 1. selejtezőkör | İnter Bakı         | 0–0      | 1–1      |
| 2009–2010 | Európa-liga     | 2. selejtezőkör | Crusaders          | 1–1      | 4–2      |
| 2009–2010 | Európa-liga     | 3. selejtezőkör | Odense BK          | 3–4      | 0–3      |
| 2010–2011 | Európa-liga     | 1. selejtezőkör | Lusitanos          | 5–0      | 6–0      |
| 2010–2011 | Európa-liga     | 2. selejtezőkör | Mika               | 1–0      | 0–0      |
| 2010–2011 | Európa-liga     | 3. selejtezőkör | Liverpool          | 0–2      | 0–2      |

Megjegyzés: Csak az Európai Labdarúgó-szövetség (UEFA) által szervezett európai kupák eredményeit tartalmazza. Az eredmények minden esetben a Rabotnicski szemszögéből értendőek, a félkövéren jelölt mérkőzéseket pályaválasztóként játszotta.

## Külső hivatkozások
- Az FK Rabotnicski hivatalos honlapja Archiválva 2020. november 29-i dátummal a Wayback Machine-ben
- Az FK Rabotnicski adatlapja az uefa.com-on (angolul)
- Az FK Rabotnicski adatlapja a macedonianfootball.com-on (angolul)
- Az FK Rabotnicski adatlapja a Macedón Labdarúgó-szövetség hivatalos oldalán (macedónul), (angolul)